# Savigny-Poil-Fol
Savigny-Poil-Fol é uma comuna francesa na região administrativa de Borgonha-Franco-Condado, no departamento Nièvre. Estende-se por uma área de 16,63 km². Em 2010 a comuna tinha 123 habitantes (densidade: 7,4 hab./km²).